# Oediceroides calmani
Oediceroides calmani is een vlokreeftensoort uit de familie van de Oedicerotidae. De wetenschappelijke naam van de soort is voor het eerst geldig gepubliceerd in 1906 door Walke.